# Дихлорид-оксид нептуния
Дихлорид-оксид нептуния — неорганическое соединение,
оксосоль нептуния и соляной кислоты
с формулой NpOCl2,
оранжевые кристаллы.

## Получение
- Нагревание до 400°С в вакууме смеси хлорида нептуния(IV) и оксида мышьяка(III).

## Физические свойства
Дихлорид-оксид нептуния образует оранжевые кристаллы
ромбической сингонии,

параметры ячейки a = 1,5209 нм, b = 1,7670 нм, c = 0,3948 нм.